# Jaime Rosón
Rosón  García est un nom espagnol. Le premier nom de famille, en général paternel, est Rosón ; le second, en général maternel, souvent omis, est García.
Jaime Rosón García, né le 13 janvier 1993 à Madrid, est un coureur cycliste espagnol.

## Biographie
En 2018, Jaime Rosón quitte la formation Caja Rural-Seguros RGA pour rejoindre l'équipe Movistar d'Alejandro Valverde. Au mois de mai, il s'adjuge le classement général du Tour d'Aragon, devant ses compatriotes Javier Moreno et Mikel Bizkarra . En juin, il est suspendu provisoirement par l'UCI en raison d'une anomalie datant de janvier 2017 (il courait encore chez Caja Rural) sur son passeport biologique. Le coureur annonce : « Je me déclare étranger à l’utilisation de toute substance ou méthode de dopage. Je prendrai soin de me défendre n'importe où pour prouver mon innocence ». Néanmoins, en février 2019, il est finalement suspendu pour une durée de quatre ans, jusqu'en juin 2022, et perd tous ses résultats obtenus entre le 19 janvier 2017 et le 27 juin 2018.

## Palmarès et classements mondiaux

### Palmarès amateur
- 2013
  - Torneo Lehendakari
  - Mémorial Etxaniz
  - Oñati Proba
  - 2e du Premio San Pedro
  - 2e du Circuito Sollube
  - 3e du San Bartolomé Saria
- 2014
  - Circuito Sollube
  - Zaldibia Sari Nagusia
- 2015
  -  Champion d'Espagne sur route espoirs
  - Vainqueur de la Coupe d'Espagne espoirs
  - Memorial Valenciaga
  - Tour de Cantabrie :
    - Classement général
    - 3e étape

  - 2e de la Subida a Gorla
  - 2e du Mémorial José María Anza
  - 3e du Tour de la Bidassoa

### Palmarès professionnel
- 2016
  - 6e étape du Tour de Turquie

### Résultats sur les grands tours

#### Tour d'Espagne
2 participations
- 2016 : 73e
- 2017 : 26e

### Classements mondiaux
| Année            | 2014 | 2015 | 2016 | 2017 |
| ---------------- | ---- | ---- | ---- | ---- |
| UCI America Tour |      | 272e |      |      |
| UCI Europe Tour  | 941e |      | 337e | 61e  |